# Cunincpert av Lombardiet

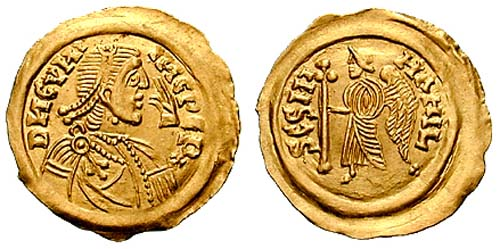
Mynt med Cunincpert.

Cunincpert var kung i Lombardiet 688–700.
Han efterträdde sin far, Perctarit, på tronen även om han redan kring år 678 hade börjat vara fadern till hjälp med regeringssysslorna. 
Han låg i krig med den ariske rebellen Alahis, hertig av Trent och Brescia, som tidigare försökt göra uppror mot Perctarit och som åter startade ett uppror år 688. Han tvingade Cunicpert att belägra sig på en liten ö mitt i Comosjön, men då han visade sig vara en tyrannisk härskare förlorade han folkets stöd. Detta gjorde det möjligt för Cunincpert at samla en armé, med vars hjälp han besegrade Alahis män i ett slag i närheten av Lodi. Alahis dödades under slaget.
Cunincpert besegrade många fler upprorsmakare under sin regeringstid, bland annat Ausfrid, hertig av Friuli, som tvingades underkasta sig Cunincperts överhöghet.
Han lyckades även lösa några av de schismer som under denna tid förelåg inom den italienska kyrkan.
Han dog år 700, och efterträddes av sin son Liutpert. Han har gått till historien genom att vara den första regenten av Lombardiet som lät prägla mynt med sin bild. 